# Макаров, Геннадий Сергеевич
Генна́дий Серге́евич Мака́ров (род. 30 августа 1938, Оренбургская область) — доктор технических наук (1983), профессор (1995); лауреат премии Совета Министров СССР (1982).

## Биография
В 1960 году окончил Одесский политехнический институт по специальности «Машины и технология литейного производства», работал инженером-исследователем в куйбышевском филиале Всесоюзного института авиационных материалов.
В 1962—1999 годах работал во Всесоюзном (Всероссийском) институте лёгких сплавов: инженер-исследователь, начальник сектора, начальник лаборатории литья алюминиевых и магниевых сплавов, главный технолог института; с 1987 — заместитель генерального директора по научной работе.
С 2000 года — независимый эксперт в области «Металлургия алюминиевых сплавов».

## Научная деятельность
В 1970 году защитил кандидатскую, в 1983 — докторскую диссертацию.
Основные направления исследований:
- технологии производства слитков и деформированных полуфабрикатов из алюминиевых и магниевых сплавов[1].

Результаты исследований докладывал на международных конференциях в Венгрии (1978), Норвегии (1992), Южной Корее (1993), Канаде (1993), Швейцарии (1997), Италии (2003, 2007), России (1991, 2001—2008).
Академик РАЕН (1996); член научного совета при Президиуме РАН по проблеме «Новые процессы получения и обработки металлических материалов». Член редакционной коллегии журнала «Цветные металлы» и научный редактор раздела «Металлообработка» этого издания.
Автор более 270 научных работ, в том числе монографий и 40 изобретений.

### Избранные труды
- Андреев А. Д., Гогин В. Б., Макаров Г. С. Высокопроизводительная плавка алюминиевых сплавов. — М.: Металлургия, 1980. — 135 с. — (Проблемы цветной металлургии). — 1800 экз.
- Макаров Г. С. Исследование закономерностей обработки в вакууме алюминиевых деформируемых сплавов и разработка технологии дегазации больших масс расплава : Автореф. дис. … канд. техн. наук. — М., 1970. — 22 с.
- Макаров Г. С. Исследование закономерностей рафинирования алюминиевых расплавов газами и разработка технологии производства деформируемых сплавов с ограниченным содержанием водорода : Автореф. дис. … д-ра. техн. наук. — М., 1983. — 45 с.
- Макаров Г. С. Рафинирование алюминиевых сплавов газами. — М.: Металлургия, 1983. — 119 с. — 1140 экз.
- Макаров Г. С. Слитки из алюминиевых сплавов с магнием и кремнием для прессования : основы производства. — М.: Интермет Инжиниринг, 2011. — 526 с. — ISBN 978-5-89594-162-1

## Награды
- премия Совета Министров СССР (1982)
- медаль имени К. Э. Циолковского Федерации космонавтики СССР (1986)[2].